# Villemoisan
Villemoisan est une ancienne commune française située dans le département de Maine-et-Loire, en région Pays de la Loire.
Depuis le 15 décembre 2016, elle appartient à la commune nouvelle de Val d'Erdre-Auxence dont elle est devenue une commune déléguée.

## Géographie
Commune angevine du Segréen, Villemoisan se situe au nord-est du Saint-Sigismond, sur les routes D 219, La Cornuaille / Champtocé-sur-Loire, D 51, Le Louroux-Béconnais / Ingrandes, et D 102, Saint-Sigismond / Saint-Augustin-des-Bois.
La commune se situe sur les unités paysagères du plateau du Segréen et des marches du Segréen. D'une superficie de 2 075 hectares, Villemoisan s'étire comme un ballon de rugby au repos dont le plus grand diamètre de l'ellipsoïde, orienté est-ouest, mesurerait 8,5 km environ, et le plus petit, orienté nord-sud, 3,5 km.
Trois rivières ou ruisseaux constituent ses limites avec les communes avoisinantes ; au sud, l'Auxence avec les communes de Champtocé et de Saint-Sigismond ; à l'est, la Romme avec la commune de Saint-Augustin-des-Bois ; au nord, le Vernou avec les communes du Louroux-Béconnais et de Bécon-les-Granits. À l'ouest, les limites avec la commune de Saint-Sigismond sont moins naturelles.
Ces trois ruisseaux ou rivières, Vernou, Auxence, Romme et leurs affluents peuvent connaître de très grandes variations de débit. Ils ont façonné des paysages étonnants avec des vallées encaissées en baïonnettes à travers les coteaux du centre.

## Toponymie
Durant la Révolution, la commune porte le nom de Mont-de-l'Étang.

## Histoire
La commune de Villemoisan est créée en 1790. Cette année-là, elle remplace la paroisse, unité administrative depuis le XIe siècle. À l'exception des terres de Pontron qu'elle perd au profit de la commune du Louroux, les limites restent inchangées.
En décembre 2016, les trois communes de La Cornuaille, Le Louroux-Béconnais et Villemoisan se regroupent pour former la commune nouvelle de Val d'Erdre-Auxence.

### Les Hospitaliers
C'est probablement vers les années 1150 que la commanderie de Béconnais, annexe de la commanderie du Temple de Saint-Laud d'Angers s'installa à Villemoisan. Elle avait en 1373, des possessions à Le Lion-d'Angers, à Candé et à Segré.

## Politique et administration

### Administration municipale

#### Administration actuelle
Depuis le 15 décembre 2016, Villemoisan constitue une commune déléguée au sein de la commune nouvelle de Val d'Erdre-Auxence et dispose d'un maire délégué.
| Période       | Période  | Identité           | Étiquette | Qualité |
| ------------- | -------- | ------------------ | --------- | ------- |
| décembre 2016 | mai 2020 | Michel Belouin     |           |         |
| mai 2020      | en cours | Jean-Marie Jourdan |           |         |

#### Administration ancienne

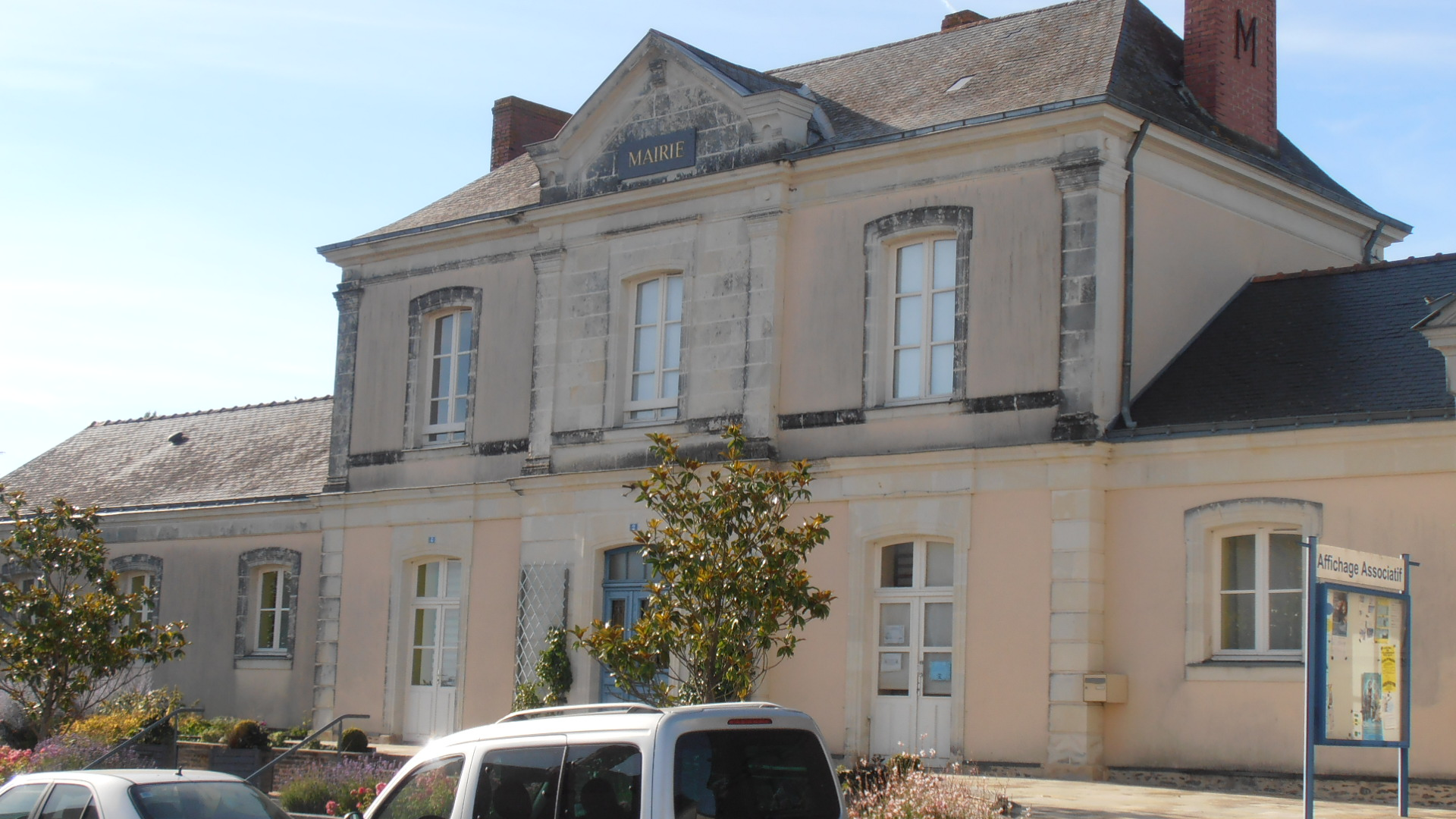
La mairie.

| Période                                  | Période       | Identité             | Étiquette | Qualité |
| ---------------------------------------- | ------------- | -------------------- | --------- | ------- |
| Les données manquantes sont à compléter. |               |                      |           |         |
| 1904                                     | 1919          | Jacques de Dampierre |           |         |
| mars 2001                                | décembre 2016 | Michel Belouin       |           |         |

### Ancienne situation administrative

#### Intercommunalité
La commune était membre de la communauté de communes Ouest-Anjou jusqu'en 2016, elle-même membre du syndicat mixte Pays de l'Anjou bleu, Pays segréen.

#### Autres circonscriptions
Jusqu'en 2014, Villemoisan fait partie du canton du Louroux-Béconnais et de l'arrondissement d'Angers. Ce canton compte alors dix communes. Dans le cadre de la réforme territoriale, un nouveau découpage territorial pour le département de Maine-et-Loire est défini par le décret du 26 février 2014. La commune est alors rattachée au canton de Chalonnes-sur-Loire, avec une entrée en vigueur au renouvellement des assemblées départementales de 2015.

## Population et société

### Démographie
L'évolution du nombre d'habitants est connue à travers les recensements de la population effectués dans la commune depuis 1793. À partir du 1er janvier 2009, les populations légales des communes sont publiées annuellement dans le cadre d'un recensement qui repose désormais sur une collecte d'information annuelle, concernant successivement tous les territoires communaux au cours d'une période de cinq ans. 
Pour les communes de moins de 10 000 habitants, une enquête de recensement portant sur toute la population est réalisée tous les cinq ans, les populations légales des années intermédiaires étant quant à elles estimées par interpolation ou extrapolation. Pour la commune, le premier recensement exhaustif entrant dans le cadre du nouveau dispositif a été réalisé en 2005,.
En 2014, la commune comptait 645 habitants, en évolution de +5,91 % par rapport à 2009 (Maine-et-Loire : +3,3 %, France hors Mayotte : +2,49 %).
| 1793 | 1800 | 1806 | 1821 | 1831 | 1836 | 1841 | 1846 | 1851 |
| ---- | ---- | ---- | ---- | ---- | ---- | ---- | ---- | ---- |
| 650  | 640  | 629  | 765  | 746  | 769  | 780  | 790  | 873  |

| 1856 | 1861 | 1866 | 1872 | 1876 | 1881 | 1886 | 1891 | 1896 |
| ---- | ---- | ---- | ---- | ---- | ---- | ---- | ---- | ---- |
| 876  | 926  | 978  | 965  | 930  | 893  | 879  | 866  | 873  |

| 1901 | 1906 | 1911 | 1921 | 1926 | 1931 | 1936 | 1946 | 1954 |
| ---- | ---- | ---- | ---- | ---- | ---- | ---- | ---- | ---- |
| 841  | 846  | 806  | 663  | 694  | 707  | 670  | 623  | 600  |

| 1962 | 1968 | 1975 | 1982 | 1990 | 1999 | 2006 | 2010 | 2014 |
| ---- | ---- | ---- | ---- | ---- | ---- | ---- | ---- | ---- |
| 514  | 520  | 500  | 464  | 476  | 495  | 571  | 619  | 645  |

### Pyramide des âges en 2008
La population de la commune est relativement âgée. Le taux de personnes d'un âge supérieur à 60 ans (22,8 %) est en effet supérieur au taux national (21,8 %) et au taux départemental (21,4 %).
Contrairement aux répartitions nationale et départementale, la population masculine de la commune est supérieure à la population féminine (49,8 % contre 48,7 % au niveau national et 48,9 % au niveau départemental).
La répartition de la population de la commune par tranches d'âge est, en 2008, la suivante :
- 49,8 % d’hommes (0 à 14 ans = 22,7 %, 15 à 29 ans = 14,8 %, 30 à 44 ans = 23,4 %, 45 à 59 ans = 18,3 %, plus de 60 ans = 20,8 %) ;
- 50,2 % de femmes (0 à 14 ans = 19,7 %, 15 à 29 ans = 17,2 %, 30 à 44 ans = 22,2 %, 45 à 59 ans = 16,1 %, plus de 60 ans = 24,9 %).

| Hommes | Classe d’âge | Femmes |
| ------ | ------------ | ------ |
| 1,0    | 90 ans ou +  | 0,7    |
| 5,0    | 75 à 89 ans  | 9,2    |
| 14,8   | 60 à 74 ans  | 15,0   |
| 18,3   | 45 à 59 ans  | 16,1   |
| 23,4   | 30 à 44 ans  | 22,2   |
| 14,8   | 15 à 29 ans  | 17,2   |
| 22,7   | 0 à 14 ans   | 19,7   |

| Hommes | Classe d’âge | Femmes |
| ------ | ------------ | ------ |
| 0,4    | 90 ans ou +  | 1,1    |
| 6,3    | 75 à 89 ans  | 9,5    |
| 12,1   | 60 à 74 ans  | 13,1   |
| 20,0   | 45 à 59 ans  | 19,4   |
| 20,3   | 30 à 44 ans  | 19,3   |
| 20,2   | 15 à 29 ans  | 18,9   |
| 20,7   | 0 à 14 ans   | 18,7   |

## Économie
Commune principalement agricole, sur 47 établissements présents sur la commune à fin 2010, 55 % relevaient du secteur de l'agriculture (pour une moyenne de 17 % sur le département), 4 % du secteur de l'industrie, 13 % du secteur de la construction, 21 % de celui du commerce et des services et 6 % du secteur de l'administration et de la santé.

## Culture locale et patrimoine

### Lieux et monuments
- Le dolmen du Pontpiau : découvert en 1949, constitué de 19 dalles dont la plupart (14 sur 19) sont de grès d'un gris brun.
- La Villa Moysan.
- Le Prieuré : c'est en 1121 qu'un prieuré est établi sur la terre du Fougeray.
- Le Vivier : il est bien difficile de se faire une idée de ce qu'a pu être ce manoir fortifié, ceint de douves dont il reste des tronçons[4].